# Eclipse solar de 11 de agosto de 2018

Esquema animado mostrando as áreas atingidas pelo eclipse

O eclipse solar de 11 de agosto de 2018 foi um eclipse parcial visível no litoral sul da América do Norte (pela manhã), no norte da Europa e nordeste da Ásia (resto do dia). É o eclipse número 6 na série Saros 155 e teve magnitude 0,7361.